# Louis Amade
Louis Jean Mathieu Amade (* 13. Januar 1915 in Ille-sur-Têt, Département Pyrénées-Orientales; † 4. Oktober 1992 in Paris) war ein französischer Schriftsteller und Liedtexter.

## Leben und Wirken
Amade war ein Sohn von Jean Amade und dessen Ehefrau Marie-Thérèse Battle. Seit frühester Kindheit kränklicher Natur, absolvierte er die Schulzeit in seiner Heimatstadt um im Anschluss daran u. a. Kriminologie an der Universität Montpellier zu studieren.
1940 fand Amade eine Anstellung in der Verwaltung der Polizeipräfektur von Paris.
Amade erzielte mit seinen Liedtexten für Edith Piaf seinen künstlerischen Durchbruch. Später schrieb er auch vieles für Gilbert Bécaud. Seinen Text „L'important c'est la rose“ nahm die 1995 gegründete Association des amis de Louis Amade zum Anlass, beim Rosenzüchter Georges Delbard (1906–1999) in Erinnerung an Amade eine neue Rose züchten zu lassen.
Amade starb am 4. Oktober 1992 in Paris. Die Beerdigung zelebrierte Bischof Jean-Michel di Falco Leandri in der Kathedrale Notre-Dame de Paris. Seine letzte Ruhestätte fand Amade auf dem Friedhof seiner Heimatstadt.

## Ehrungen
- 1984 Prix Alfred de Vigny[1] für Mois, je passais
- 5. Juni 2005 wurde die Rose „Souvenir de Louis Amade“ unter der Schirmherrschaft der Schauspielerin Annie Cordy im Roseraie du Val-de-Marne (L’Haÿ-les-Roses) erstmals der Öffentlichkeit vorgestellt.
- Grand-Rue Louis Amade in Ille-sur-Têt wurde ihm zu Ehren benannt.
- Rue Louis-Amade in Sainte-Marie-la-Mer wurde ihm zu Ehren benannt.
- Rue Louis-Amade in Saint-André wurde ihm zu Ehren benannt.

## Werke (Auswahl)
Autobiographisches
- Il faut me croire sur paroles. Julliard, Paris 1973.
- Vous nous chanterez bien quelque chose. Julliard, Paris 1976, ISBN 2-260-00029-0.
- Et ce sera „ta passion de vivre“. Amade raconte Bécaud. Hachette, Paris 1982, ISBN 2-01-009002-0.

Erzählungen
- Vingt ans ... bonnes vacances. Éditions Chantal, Toulouse 1946.
- Moi, je passais. Seghers, Paris 1984.

Gedichte
- Le zodiaque. Éditions des maîtres contemporains, Paris 1979 (illustriert von Raymond Peynet).
- Les quatre saisons. d'art de Lutèce, Paris 1980.
- Prends ton manteau d'étoiles. Association des Amis de Louis Amade, Paris 2000.[2]

Romane
- La ferme aux genêts. Le Hublot, Paris 1946.[3]
- L'escale avant le jour. Éditions Chantal, Toulouse 1946.
- Fontargente. Ferenczi, Paris 1948.
- „Pardonnez-leur“. Art du Temps, Paris 1991 (EA Paris 1953).